# Fernando Javier González
Fernando González (Berutti, Argentina, 25 de septiembre de 1988) es un futbolista argentino que juega como defensor en Racing de Córdoba de la Primera Nacional del fútbol argentino.
Hizo inferiores en Belgrano de Córdoba.

## Trayectoria
Su primer partido oficial fue vistiendo la camiseta de Belgrano de Córdoba el 13 de marzo de 2009 frente a Chacarita Juniors en condición de visitante, en un partido correspondiente a la B Nacional y su debut en la Primera División fue el 25 de septiembre de 2011 ante Estudiantes de la Plata.
Puede desempeñarse en la posición de lateral izquierdo, marcador central o como volante.

## Estadísticas

### Clubes
| Club                             | Div.          | Temporada     | Liga  | Liga  | Liga   | Copas nacionales | Copas nacionales | Copas nacionales | Torneos internacionales | Torneos internacionales | Torneos internacionales | Total | Total | Total  |
| Club                             | Div.          | Temporada     | Part. | Goles | Asist. | Part.            | Goles            | Asist.           | Part.                   | Goles                   | Asist.                  | Part. | Goles | Asist. |
| -------------------------------- | ------------- | ------------- | ----- | ----- | ------ | ---------------- | ---------------- | ---------------- | ----------------------- | ----------------------- | ----------------------- | ----- | ----- | ------ |
| C. A. Belgrano Argentina         | 2.ª           | 2008-09       | 3     | —     | —      | Inexistentes     | Inexistentes     | Inexistentes     | Inaccesibles            | Inaccesibles            | Inaccesibles            | 3     | 0     | 0      |
| C. A. Belgrano Argentina         | 2.ª           | 2009-10       | 4     | —     | —      | Inexistentes     | Inexistentes     | Inexistentes     | Inaccesibles            | Inaccesibles            | Inaccesibles            | 4     | 0     | 0      |
| C. A. Belgrano Argentina         | 2.ª           | 2010-11       | 9     | —     | —      | —                | —                | —                | Inaccesibles            | Inaccesibles            | Inaccesibles            | 9     | 0     | 0      |
| C. A. Belgrano Argentina         | 1.ª           | 2011-12       | 1     | —     | —      | 2                | —                | —                | —                       | —                       | —                       | 3     | 0     | 0      |
| C. A. Belgrano Argentina         | Total club    | Total club    | 17    | 0     | 0      | 2                | 0                | 0                | 0                       | 0                       | 0                       | 19    | 0     | 0      |
| C. A. Sarmiento (J) Argentina    | 2.ª           | 2012-13       | 16    | —     | —      | —                | —                | —                | Inaccesibles            | Inaccesibles            | Inaccesibles            | 16    | 0     | 0      |
| C. A. Sarmiento (J) Argentina    | 2.ª           | 2013-14       | 22    | —     | —      | —                | —                | —                | Inaccesibles            | Inaccesibles            | Inaccesibles            | 22    | 0     | 0      |
| C. A. Sarmiento (J) Argentina    | Total club    | Total club    | 38    | 0     | 0      | 0                | 0                | 0                | 0                       | 0                       | 0                       | 38    | 0     | 0      |
| San Martín (SJ) Argentina        | 2.ª           | 2014          | 14    | —     | —      | —                | —                | —                | Inaccesibles            | Inaccesibles            | Inaccesibles            | 14    | 0     | 0      |
| San Martín (SJ) Argentina        | Total club    | Total club    | 14    | 0     | 0      | 0                | 0                | 0                | 0                       | 0                       | 0                       | 14    | 0     | 0      |
| C. A. Temperley Argentina        | 1.ª           | 2015          | 6     | —     | —      | —                | —                | —                | —                       | —                       | —                       | 6     | 0     | 0      |
| C. A. Temperley Argentina        | Total club    | Total club    | 6     | 0     | 0      | 0                | 0                | 0                | 0                       | 0                       | 0                       | 6     | 0     | 0      |
| Club Olimpo Argentina            | 1.ª           | 2016          | 4     | —     | —      | —                | —                | —                | —                       | —                       | —                       | 4     | 0     | 0      |
| Club Olimpo Argentina            | Total club    | Total club    | 4     | 0     | 0      | 0                | 0                | 0                | 0                       | 0                       | 0                       | 4     | 0     | 0      |
| C. A. Douglas Haig Argentina     | 2.ª           | 2016-17       | 31    | —     | —      | 1                | —                | —                | Inaccesibles            | Inaccesibles            | Inaccesibles            | 32    | 0     | 0      |
| C. A. Douglas Haig Argentina     | Total club    | Total club    | 31    | 0     | 0      | 1                | 0                | 0                | 0                       | 0                       | 0                       | 32    | 0     | 0      |
| A. A. Estudiantes (RC) Argentina | 3.ª           | 2017-18       | 3     | —     | —      | —                | —                | —                | Inaccesibles            | Inaccesibles            | Inaccesibles            | 3     | 0     | 0      |
| A. A. Estudiantes (RC) Argentina | Total club    | Total club    | 3     | 0     | 0      | 0                | 0                | 0                | 0                       | 0                       | 0                       | 3     | 0     | 0      |
| Barracas Central Argentina       | 3.ª           | 2017-18       | 17    | —     | —      | —                | —                | —                | Inaccesibles            | Inaccesibles            | Inaccesibles            | 17    | 0     | 0      |
| Barracas Central Argentina       | 3.ª           | 2018-19       | 32    | 1     | —      | 1                | —                | —                | Inaccesibles            | Inaccesibles            | Inaccesibles            | 33    | 1     | 0      |
| Barracas Central Argentina       | 2.ª           | 2019-20       | 18    | —     | —      | 1                | —                | —                | Inaccesibles            | Inaccesibles            | Inaccesibles            | 19    | 0     | 0      |
| Barracas Central Argentina       | 2.ª           | 2020          | 8     | 1     | —      | —                | —                | —                | Inaccesibles            | Inaccesibles            | Inaccesibles            | 8     | 1     | 0      |
| Barracas Central Argentina       | 2.ª           | 2021          | 35    | —     | —      | —                | —                | —                | Inaccesibles            | Inaccesibles            | Inaccesibles            | 35    | 0     | 0      |
| Barracas Central Argentina       | Total club    | Total club    | 110   | 2     | 0      | 2                | 0                | 0                | 0                       | 0                       | 0                       | 112   | 2     | 0      |
| San Martín (T) Argentina         | 2.ª           | 2022          | 14    | —     | 1      | —                | —                | —                | Inaccesibles            | Inaccesibles            | Inaccesibles            | 14    | 0     | 1      |
| San Martín (T) Argentina         | Total club    | Total club    | 14    | 0     | 1      | 0                | 0                | 0                | 0                       | 0                       | 0                       | 14    | 0     | 1      |
| C. A. Atlanta Argentina          | 2.ª           | 2023          | 33    | 2     | 1      | —                | —                | —                | Inaccesibles            | Inaccesibles            | Inaccesibles            | 33    | 2     | 1      |
| C. A. Atlanta Argentina          | Total club    | Total club    | 33    | 2     | 1      | 0                | 0                | 0                | 0                       | 0                       | 0                       | 33    | 2     | 1      |
| Total carrera                    | Total carrera | Total carrera | 270   | 4     | 2      | 5                | 0                | 0                | 0                       | 0                       | 0                       | 275   | 4     | 2      |

## Palmarés

### Torneos nacionales
| Título                     | Club             | País      | Año     |
| -------------------------- | ---------------- | --------- | ------- |
| Ascenso a Primera División | Belgrano         | Argentina | 2010-11 |
| Primera B Metropolitana    | Barracas Central | Argentina | 2018-19 |
| Ascenso a Primera División | Barracas Central | Argentina | 2021    |